# Anoplus
Anoplus ist eine Gattung aus der Familie der Rüsselkäfer. Ein wesentliches Unterscheidungsmerkmal zu anderen europäischen Rüsselkäfergattungen ist das Fehlen des vierten Tarsenglieds.

## Merkmale
Es handelt sich um kleine Käfer mit Körperlängen von 1,5–2,5 mm (ohne Rüssel). Der Körper ist vollständig schwarz, lediglich die Fühler können teilweise rötlich sein. Die Oberseite der Flügeldecken kann kurz und schwarz behaart sein oder spärliche weiße Schuppenhaare tragen. Der Rüssel ist nicht auf die Unterseite einlegbar. Die Fühlergeißel besteht aus 7 Gliedern. Die Vorderhüften stoßen zusammen. Die Schenkel sind ungezähnt.
Charakteristisch für die Gattung sind die Tarsen am distalen, also körperabgewandten Ende der Beine, denen das Klauenglied samt Klauen fehlt. Sie sind dreigliedrig, wobei das 3. Glied etwas erweitert ist. Hierdurch zeichnet sich die Gattung unter allen europäischen Rüsselkäfern eindeutig aus.

## Biologie

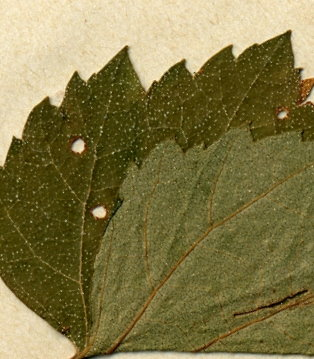
Blatt einer Birke mit Fraßspuren der Adulten von Anoplus plantaris.

Die Larven aller Arten leben als Blattminierer in den Blättern verschiedener Laubbäume, vor allem Birken, Erlen und Haselnüssen. Die Eier werden im Frühling meist in der Nähe der Mittelrippe im vorderen Teil des Blattes abgelegt. Die Mine wird dann in einem Bogen nach vorne gefressen, wobei die Teile des sich entwickelnden Blattes, die noch dahinter liegen, oft absterben. Die Mine selber verbreitert sich etwas, bleibt aber ohne Abzweigung. Meist bildet der hinterlassene Kot eine deutliche schwarze Mittellinie. Die Larven verlassen die Mine und verpuppen sich im Boden.
Die adulten Käfer findet man in Mitteleuropa schließlich meist im Mai und im Juni an ihren Wirtsbäumen. Sie fressen ebenfalls an den Blättern und hinterlassen zahlreiche kleine runde Fraßlöcher.

## Taxonomie
Die Gattung Anoplus wurde 1820 von Ernst Friedrich Germar aufgestellt, wobei eine Art (Anoplus plantaris) bereits vorher als Curculio plantaris beschrieben war.
Aufgrund des auffälligen Alleinstellungsmerkmals der 3-gliedrigen Tarsen wurde die Gattung als einzige in eine eigene Unterfamilie Anoplinae gestellt. Nach der Neuordnung der supragenerischen Taxa in der Familie der Rüsselkäfer gehört sie nun in die Tribus Anoplini in der Unterfamilie Curculioninae. Inzwischen wurden zwei weitere Gattungen, Thamnobius und Sphinxis, deren Tarsen normal ausgebildet sind, abgesehen davon aber große Ähnlichkeit mit Anoplus haben, in diese Tribus gestellt.

## Verbreitung
Die Gattung ist in der gesamten Paläarktis von Portugal bis nach Japan verbreitet.

## Gefährdung
Von den drei in Deutschland vorkommenden Arten ist Anoplus setulosus als "Gefährdet" gelistet, die anderen beiden Arten sind ungefährdet.

## Arten
Die Gattung besteht nach derzeitigem Stand aus 4 Arten:
Stand: 19. Februar 2020
- Anoplus japonicus Morimoto, 1983
- Anoplus plantaris Næzén, 1794
- Anoplus roboris Suffrian, 1840
- Anoplus setulosus Kirsch, 1870